# Waleri Iwanowitsch Fomenkow
Waleri Iwanowitsch Fomenkow (russisch Валерий Иванович Фоменков, wiss. Transliteration Valerij Ivanovič Fomenkov; * 24. Dezember 1938; † 29. Dezember 2021) war ein sowjetisch-russischer Eishockeyspieler und -trainer.

## Karriere
Waleri Fomenkow verbrachte seine Karriere als Eishockeyspieler bei Spartak Moskau, mit dem er in den Spielzeiten 1961/62, 1966/67 und 1968/69 jeweils den sowjetischen Meistertitel gewann. Insgesamt absolvierte er im Ligenbetrieb der Sowjetunion 480 Spiele, in denen er 141 Tore erzielte. Von 1970 bis 1971 sowie von 1972 bis 1977 gehörte er dem Trainerstab von Spartak Moskau an. Im Jahr 1995 wurde er als Verdienter Meister des Sports der UdSSR und Russlands im Eishockey geehrt.

## Erfolge und Auszeichnungen
- 1962 Sowjetischer Meister mit Spartak Moskau
- 1967 Sowjetischer Meister mit Spartak Moskau
- 1969 Sowjetischer Meister mit Spartak Moskau
- 1995 Verdienter Meister des Sports der UdSSR und Russlands im Eishockey
- 1976 Sowjetischer Meister mit Spartak Moskau (als Assistenztrainer)[2]